# Durmersheim
Durmersheim es un municipio alemán perteneciente al distrito de  Rastatt en el estado federado de Baden-Wurtemberg. Ya alrededor del año 700 la región donde Durmersheim está ubicado pertenecía al monasterio de Weißenburg en Alsacia. La aldea es mencionada por vez primera en el registro de propiedad del monasterio de Weißenburg, el Codex Edelini, en el año 991 como Thurmaresheim. Sin embargo, el asentamiento alamán es probablemente más antiguo. Además, el hallazgo de un fragmento de una piedra de cuatro dioses y de monedas romanas en los fundamentos de la vieja iglesia documentan que había un asentamiento romano cerca de la intersección de las importantes carreteras militares romanas de Weißenburg a Ettlingen y de Ladenburg a Baden-Baden y Basilea.